# Дифференциал (механика)

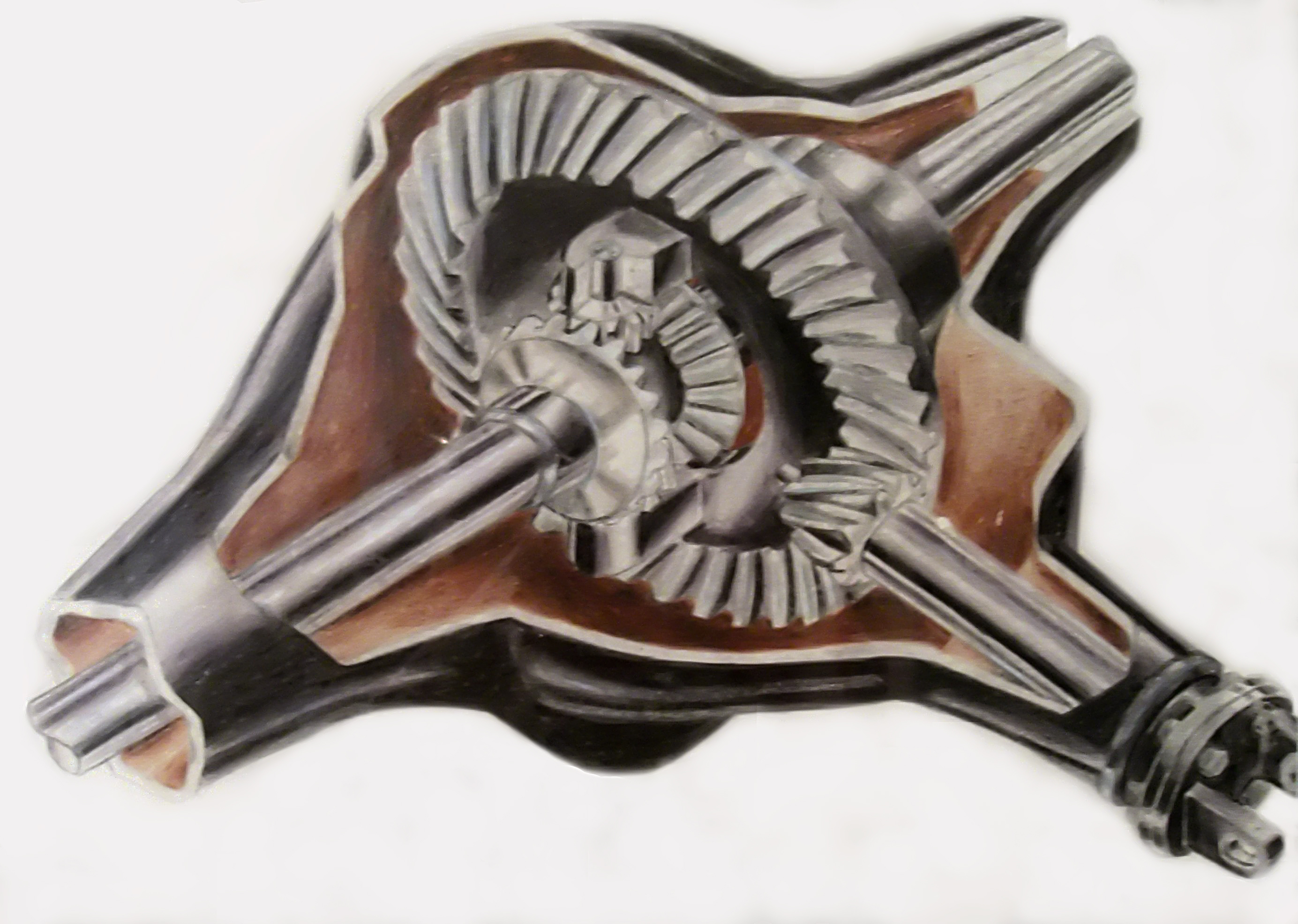
Дифференциал автомобиля, канонический вид

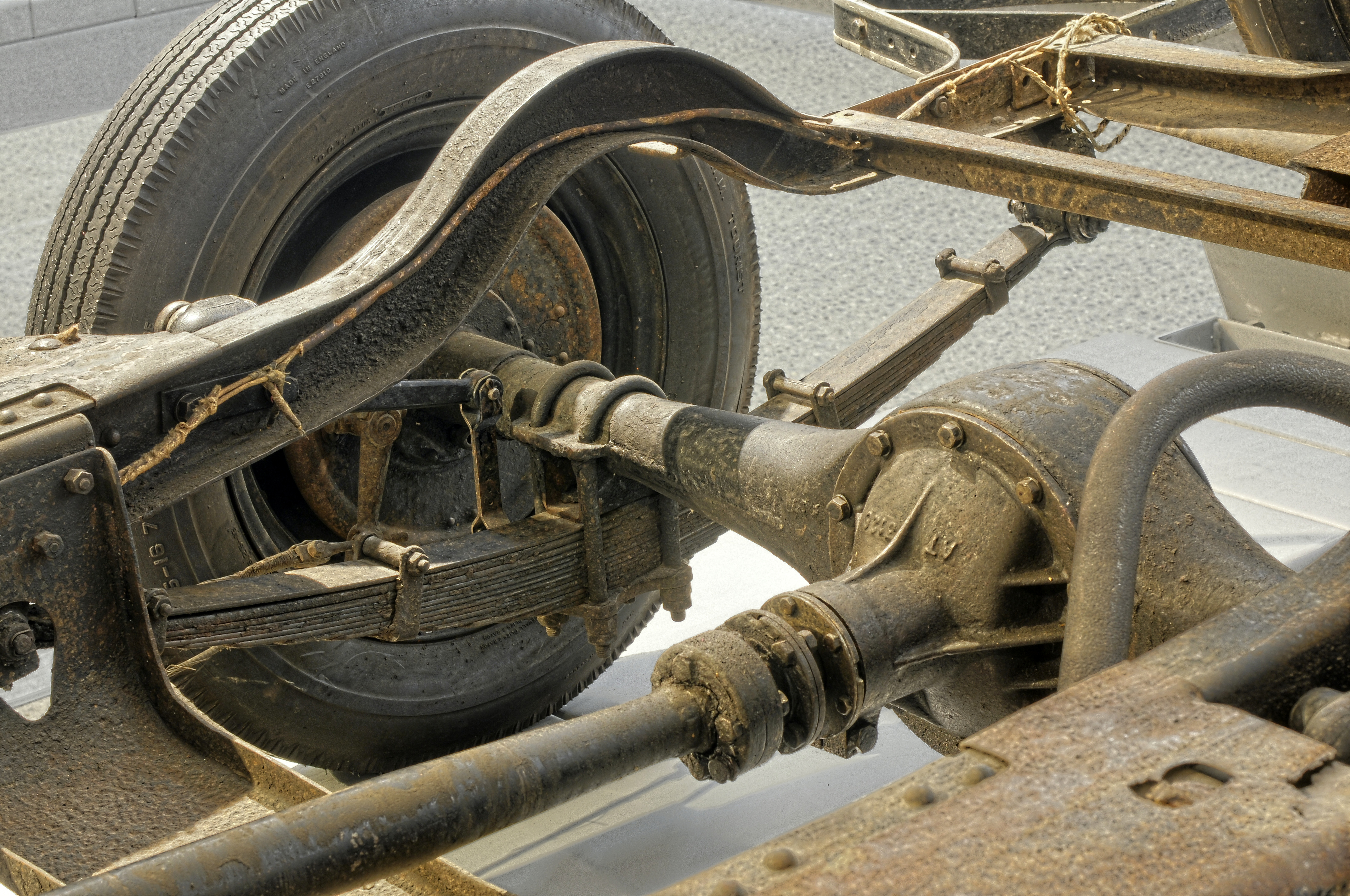
Задний ведущий мост, в нём стоит дифференциал.

Дифференциа́л (от лат. differentia – разность, различие) — механизм передачи мощности вращением, позволяющий без пробуксовок и потерь КПД складывать два независимых по своим угловым скоростям входящих потока мощности в один исходящий, раскладывать один входящий поток мощности на два взаимозависимых по своим угловым скоростям исходящих, а также работать в первом и втором вариантах попеременно. Основное назначение дифференциала в технике — трансмиссии транспортных машин, в которых дифференциал разветвляет поток мощности от двигателя на два между колёсами, осями, гусеницами, воздушными и водными винтами. Прочее использование дифференциалов в технике вообще и в транспортной технике в частности является вторичным и нечастым. Механической основой дифференциала по умолчанию является планетарная передача как единственная из всех передач вращательного движения, имеющая две степени свободы.

## Назначение
Применение дифференциалов в трансмиссиях автомобилей обусловлено необходимостью обеспечить вращение ведущих колёс одной оси с разной частотой. В первую очередь это необходимо в поворотах, но также и при разном диаметре ведущих колёс, что возможно при вынужденной установке шин двух разных типоразмеров или при разности давления в шинах. В случае, если оба колеса имеют жёсткую кинематическую связь, любое рассогласование частот вращения по вышеупомянутым причинам приводит к возникновению так называемой паразитной циркуляции мощности. Это безусловно вредное явление вызывает проскальзывание колеса с меньшей силой сцепления относительно поверхности дороги, дестабилизирует движение автомобиля по дуге, нагружает трансмиссию и двигатель, повышает расход топлива и проявляется тем сильнее, чем меньше радиус поворота и выше силы сцепления, действующие на колёса. Дифференциал, установленный в разрез валов привода колёс одной оси, позволяет разорвать жёсткую кинематическую связь между колёсами и устранить паразитную циркуляцию мощности, не потеряв при этом возможностей по передаче мощности на каждое колесо с КПД, близким к 100%. Подобный дифференциал называется «межколёсным», а данная область применения является основной для дифференциалов вообще, так как межколёсный дифференциал присутствует в приводе ведущих колёс всех легковых, грузовых и абсолютно подавляющей части внедорожных, спортивных и гоночных автомобилей.
Помимо привода ведущих колёс автомобиля, дифференциалы также применяются:
- В приводе двух и более постоянно ведущих осей от одного двигателя (межосевой дифференциал).
- В приводе соосных воздушных и водных винтов противоположного вращения (в качестве дифференциала и редуктора одновременно).
- В дифференциальных механизмах поворота гусеничных машин (в связке из одного-двух-трёх дифференциалов с разными принципами совместной работы).
- При сложении передаваемой вращением мощности от двух двигателей с произвольными частотами вращения на один общий вал.

## Устройство

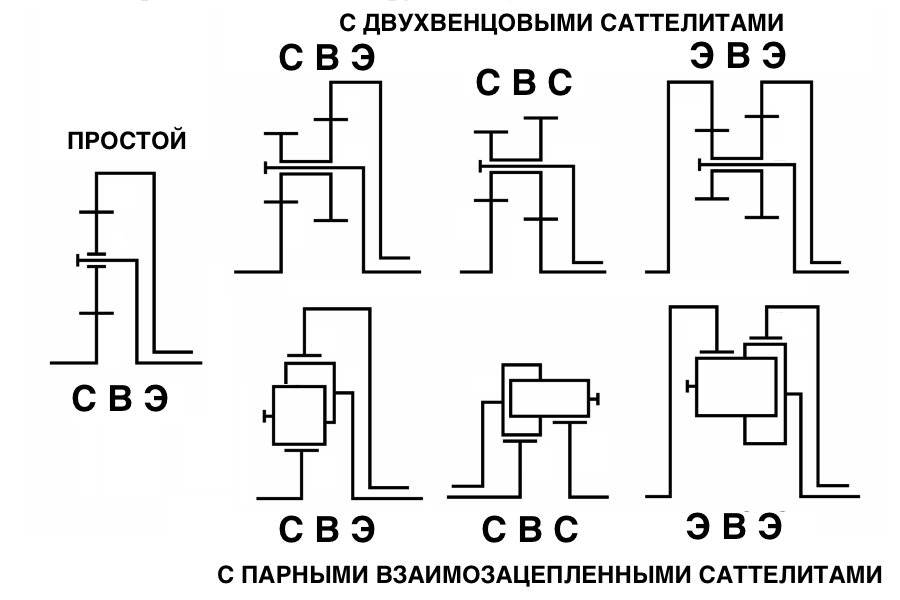
планетарный механизм любой схемы может выполнять функцию дифференциала

Основой любого дифференциала может быть только планетарная передача, которая в силу механики своей работы единственная из всех передач вращательного движения может решать задачи, стоящие перед дифференциалом в трансмиссии. Термин «планетарный дифференциал» является избыточным — любой дифференциал по умолчанию планетарный. Работоспособность ПП как дифференциала абсолютно не зависит ни от её состава или формы, ни от выбора конкретных звеньев под ведущие или ведомые. Любая ПП в самом простом своём варианте — трёхзвенного планетарного механизма без каких-либо управляющих элементов — может выполнять функции по разложению одного потока на два взаимосвязанных или сложению двух независимых потоков в один. Выбор иных звеньев ПП в качестве ведущих, а других в качестве ведомых определяется лишь требуемой кинематикой связей дифференциала с другими элементами трансмиссии и особенностями механики работы дифференциала в выбранном формате распределения функций между звеньями. Дополнение ПП управляющими элементами и применение так называемых сложных планетарных механизмов наделяет дифференциал возможностями по взаимовыравниванию угловых скоростей потоков и возможностями по активному управлению этими скоростями.

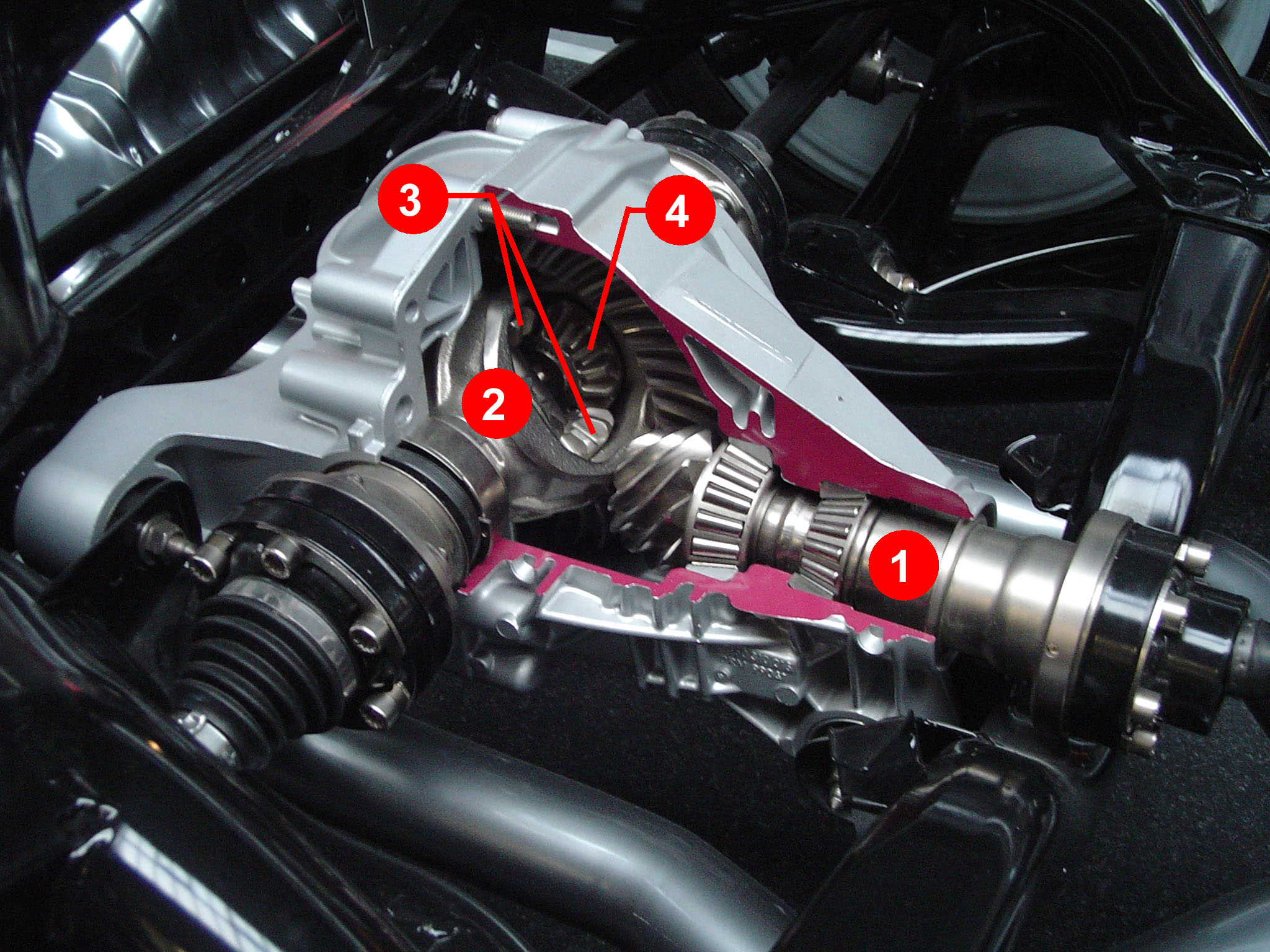
Дифференциал автомобиля Porsche Cayenne в разрезе

Каноническим, наиболее известным видом дифференциала является межколёсный дифференциал автомобиля, выполненный на основе простого (то есть, трёхзвенного) пространственного планетарного механизма схемы СВС на четырёх конических шестернях. Водилом планетарной передачи такого дифференциала фактически служит весь его корпус — это ведущее звено ➁. Две шестерни являются сателлитами на общей оси ➂. И две шестерни являются двумя солнцами — двумя ведомыми звеньями ➃. Подача мощности осуществляется на корпус (водило) через жёстко закреплённую ведомую шестерню главной передачи, которая в свою очередь в паре с ведущей шестернёй ➀ формально есть другой элемент трансмиссии, несмотря на то, что дифференциал с ведомой шестернёй зачастую выглядит как единый сборочный узел. Снятие мощности осуществляется с двух солнц, к которым в данном случае пристыкованы валы с шарнирами типа ШРУС.

## Расположение
На автомобилях с одной ведущей осью дифференциал располагается на ведущей оси.
На автомобилях со сдвоенной ведущей осью два дифференциала, по одному на каждой оси.
На автомобилях с подключаемым полным приводом по одному дифференциалу на каждой оси. На таких машинах не рекомендуется ездить по дорогам с плотным покрытием и с включенным полным приводом.
На автомобилях с постоянным полным приводом есть три дифференциала: по одному на каждой оси (межколёсный), плюс один распределяет крутящий момент между осями (межосевой).
При трёх или четырёх ведущих мостах (колёсная формула 6 × 6 или 8 × 8) добавляется ещё межтележечный дифференциал.

## Проблема буксующего колеса
Обычный («свободный») дифференциал работает, пока ведущие колёса неразрывно связаны с дорогой. Но когда одно из колёс теряет сцепление (оказывается в воздухе, в грязи или на льду), вращается именно это колесо, в то время как другое, стоящее на твёрдой земле, неподвижно. В случае потери сцепления одним из колёс его сопротивление вращению падает, а раскрутка происходит без существенного увеличения момента сопротивления (трение скольжения в пятне контакта меньше трения покоя и несущественно зависит от скорости пробуксовки). В момент, когда колесо начинает проскальзывать, крутящие моменты на колёсах равны между собой; например, когда одно колесо находится на льду, а другое — на ровной сухой поверхности (асфальт), момент на обоих колёсах равен наименьшему, то есть тому, которое находится на льду.
При прямолинейном движении автомобиля сателлиты относительно собственной оси не вращаются. Но каждый, подобно равноплечему рычагу, делит крутящий момент ведомой шестерни главной передачи поровну между шестернями полуосей. Когда автомобиль движется по криволинейной траектории, внутреннее по отношению к центру описываемой автомобилем окружности колесо вращается медленней, наружное быстрей — при этом сателлиты вращаются вокруг своей оси, обегая шестерни полуосей. Но принцип деления момента поровну между колесами при этом сохраняется. Мощность же, подаваемая на колеса, перераспределяется, так как она равна произведению крутящего момента на угловую скорость колеса. Если радиус поворота настолько мал, что внутреннее колесо останавливается, тогда внешнее вращается с вдвое большей скоростью, чем при движении автомобиля по прямолинейной траектории.
Дифференциал не меняет крутящий момент, но перераспределяет между колесами мощность. Последняя всегда больше на том колесе, которое вращается быстрее.

## История способов решения проблемы буксующего колеса
- 1825 — Онесифор Пеккёр (Onesiphore Pecqueur, 1792—1852) изобрёл дифференциал.
- 1932 — Фердинанд Порше начал исследования в области дифференциалов c проскальзыванием.
- 1935 — компания ZF Friedrichshafen AG, сотрудничающая с «Порше», выпустила на рынок кулачковый дифференциал, примененный впоследствии на ранних моделях Фольксваген (Type B-70)[1].
- 1956 — Горьковский автомобильный завод создает для БТР-60 кулачковый дифференциал повышенного трения, позже аналогичное решение, но в усиленном исполнении получают БРДМ-2, грузовой автомобиль ГАЗ-66 и трактор К-700.
- 1956 — американская компания Packard одной из первых начала выпуск моделей с LSD-дифференциалом под фирменным названием «Twin Traction».

В 60-х годах многие компании начали производство LSD-дифференциалов под различными фирменными названиями:
- - Alfa Romeo: Q2
  - American Motors: Twin-Grip
  - Buick: Positive Traction
  - Cadillac: Controlled
  - Chevrolet/GMC: Positraction
  - Chrysler: Sure Grip
  - Dana Corporation:Trak-Lok or Powr-Lok
  - Ferrari: E-Diff
  - Fiat: Viscodrive
  - Ford: Equa-Lock and Traction-Lok
  - International: Trak-Lok или Power-Lok
  - Jeep: Trac-Lok (clutch-type mechanical), Tru-Lok (gear-type mechanical), and Vari-Lok (gerotor pump), Power Lok
  - Oldsmobile: Anti-Spin
  - Pontiac: Safe-T-Track
  - Porsche: PSD (electro-hydraulic mechanical)
  - Saab: Saab XWD eLSD
  - Studebaker-Packard Corporation: Twin Traction
  - ГАЗ/УАЗ: «БТР-60» (как бренд для дифференциала закрепилось в 2010 годах, в официальных документах указывается «дифференциал типа БТР-60»)

## Самоблокирующийся дифференциал
Термин обозначает любой дифференциал, механика работы которого позволяет ему самостоятельно блокироваться — то есть выравнивать угловые скорости ведомых шестерён и превращаться в прямую передачу. Самоблокирующиеся дифференциалы не требуют никаких внешних систем управления и работают автономно. В автомобилях могут использоваться как межколёсные, так и межосевые. В гусеничной технике не используются. Условно все такие дифференциалы можно разделить на две группы: срабатывающие от крутящего момента и срабатывающие от разницы угловых скоростей на ведомых шестернях. В первую группу попадают дифференциалы с винтовой, червячной и дисковой блокировками. Во вторую — дифференциалы с вискомуфтой, дифференциалы с героторным насосом, дифференциалы с центробежным автоматом включения (Eaton G80), дифференциалы с обгонными муфтами (Ferguson). Такие конструкции, как кулачковые дифференциалы и дифференциалы Красикова/Нестерова, в контексте принципов срабатывания блокировки, вероятно, можно считать чем-то промежуточным.

## Принудительно блокируемые дифференциалы

### Ручная блокировка дифференциала

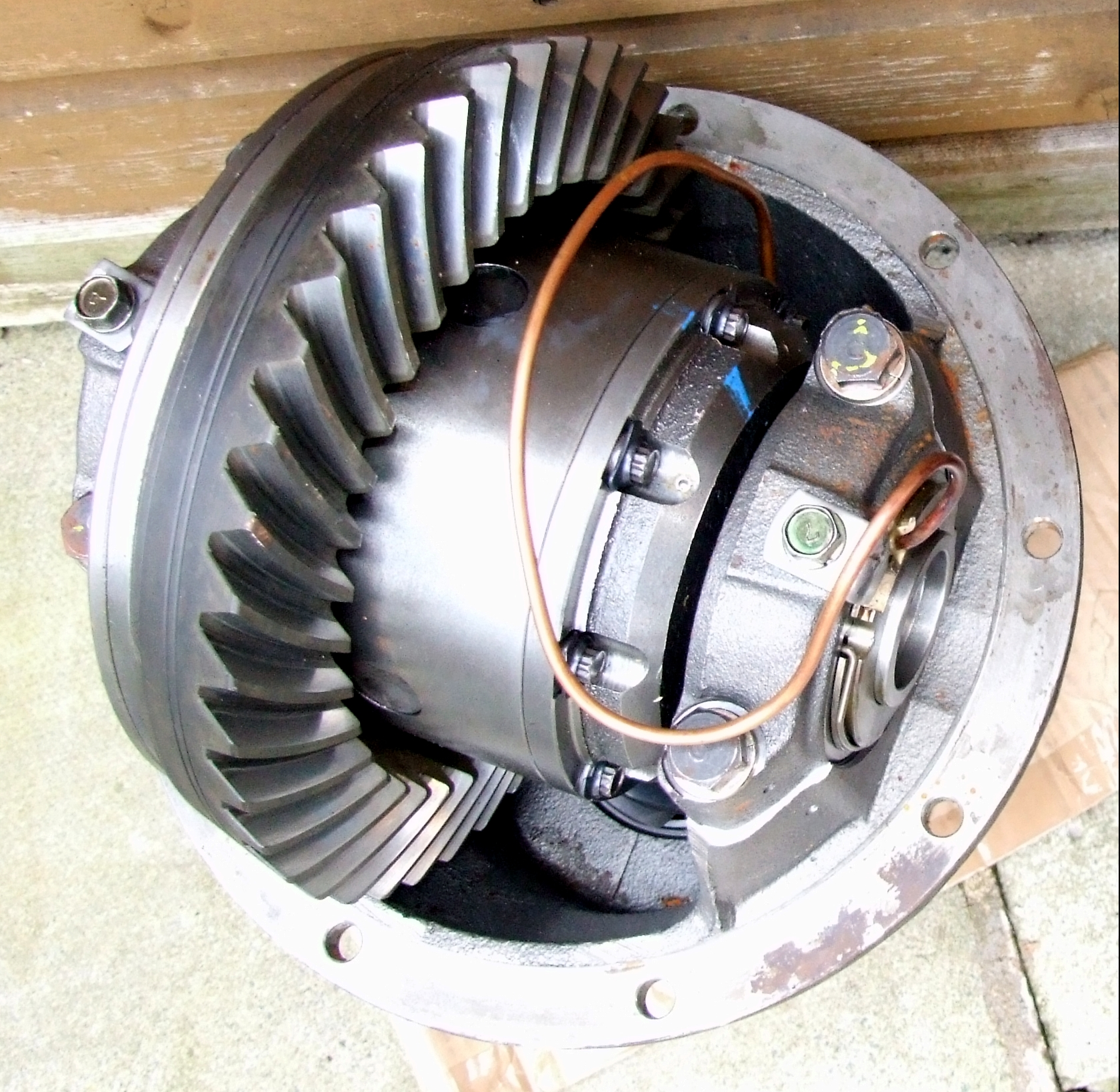
Дифференциал с принудительной блокировкой

По команде из кабины шестерни дифференциала блокируются, и колёса вращаются синхронно. Таким образом, дифференциал стоит блокировать перед преодолением сложных участков пути (вязкий грунт, препятствия), и затем разблокировать после выезда на обычную дорогу. Применяется в вездеходах и внедорожниках.
При езде на таких автомобилях чаще всего не рекомендуется блокировать дифференциал, когда автомобиль движется, желательно включать блокировку на стоянке. Также нужно знать, что крутящий момент, создаваемый мотором, настолько велик, что может сломать механизм блокировки или полуось. Обычно производители автомобиля отдельно указывают рекомендованную максимальную скорость движения при заблокированном дифференциале, в случае её превышения возможны поломки трансмиссии. Включенная блокировка, особенно в переднем мосту, отрицательно влияет на управляемость.

### Электронное управление дифференциалом
На внедорожниках, снабжённых антипробуксовочной системой (TRC и другие), если одно из колёс буксует, то оно подтормаживается рабочим тормозом.
Похожее решение было применено в «Формуле-1» в 1998 году. В болиде McLaren MP4/13 команды «Макларен» при повороте гонщик мог притормозить внутреннее колесо рабочим тормозом. Эту систему быстро запретили, однако в Формуле-1 прижилась конструкция фрикционного дифференциала, в котором фрикцион дополнительно управляется компьютером. В 2002 году  технический регламент был ужесточён; с того же года и по сей день в Формуле-1 разрешены только дифференциалы простейшего типа.
Преимущество электронного управления в том, что повышается тяга в повороте, и степень блокировки можно настроить в зависимости от предпочтений водителя. На прямой совсем не теряется мощность двигателя. Недостаток в том, что датчики и исполнительные механизмы обладают некоторой инерцией, и такой дифференциал нечувствителен к быстро меняющимся дорожным условиям.

### DPS
Dual Pump System — система с двумя насосами, автоматически подключающая вторую ось, когда не хватает одной. Применяется в системах полного привода Honda. Достоинства: работает автоматически, экономит бензин. Недостатки: ограниченная проходимость, сложность ремонта и конструкции, ограничения на буксировку.

## Имитация блокировки дифференциала
Имитация блокировки дифференциала (далее ИБД) — выравнивание частоты вращения буксующего и небуксующего колёс наподобие того, как это выглядит в случаях реальной механической блокировки дифференциала, только не за счёт механической связи колёс или принудительного снижения КПД дифференциала, а за счёт торможения буксующего колеса рабочим тормозом. При этом, согласно принципам работы любого дифференциала, на имеющем низкую силу сцепления с дорогой буксующем колесе тормозное усилие вызывает рост крутящего момента, что приводит к сравнимому росту крутящего момента на имеющем высокую силу сцепления с дорогой отстающем колесе, что, в свою очередь, позволяет использовать его зацеп с дорогой и тем самым даёт эффект в виде общего роста силы тяги оси. Главный управляющий механизм всех систем ИБД — АБС тормозов. Работа системы ИБД выражается в кратковременном импульсном подтормаживании буксующего колеса рабочим тормозом, и её эффективность определяется частотой срабатывания, поэтому системы ИБД стали возможны только вместе с появлением современных высокочастотных АБС тормозов.
ИБД есть именно имитация. В отличие от любых систем реальной блокировки дифференциала, которые при срабатывании как бы выводят дифференциал из работы и тем самым позволяют перераспределять крутящие моменты до некоего соотношения, декларируемого коэффициентом блокировки, ИБД ни при каких условиях не может вывести дифференциал из работы, и в процессе работы ИБД крутящие моменты всегда находятся в единственно возможной пропорции, присущей данному дифференциалу (для межколёсного дифференциала это обычно 50/50). Невозможность произвольно перераспределять крутящие моменты в соответствии с имеющимися силами сцепления на колёсах есть неустранимый недостаток любой системы ИБД, и именно поэтому ИБД обычно не применяется на настоящих внедорожниках, эксплуатация которых предполагает случаи движения при ежесекундно произвольно меняющихся силах сцепления на колёсах в максимально широком диапазоне от 0 до 100 процентов. Другим неустранимым недостатком любых систем ИБД есть то, что при срабатывании ИБД некоторая часть мощности двигателя тратится на преодоление тормозного усилия, что понижает величину эффективно используемой мощности для движения. Также само заторможенное колесо может увеличивать общее сопротивления движению, хотя современные высокочастотные системы ИБД стараются этого не допускать.
Впервые принцип имитации блокировки дифференциала был описан в журнале «Юный техник» №10 за 1983-й год.

Почему буксует автомобиль? Почему одно из ведущих колёс, попав на лёд или в грязь, яростно крутится вхолостую, в то время как другое, хорошо сцепленное с дорогой, остаётся неподвижным? Вы, ребята, наверное, знаете, что карданный вал автомобиля соединён с колёсами через дифференциал, позволяющий им вращаться с разной скоростью. Если бы не дифференциал, то не избежать проскальзывания шин на поворотах. Однако на плохой дороге дифференциал может сослужить плохую службу — недаром вездеходы оснащаются блокировкой дифференциала, которая не допускает вращения одного колеса, когда другое неподвижно.

Простой способ повысить проходимость легковых автомобилей предложил десятиклассник Сергей Кабанов из Сумской области. «Если колесо вращается, не испытывая сопротивления, — рассуждает он, — то его надо затормозить; тогда другое колесо придёт в движение, и машина тронется с места». Сергей предлагает установить кран на тормозной магистрали автомобиля. В среднем положении крана тормозное усилие передаётся на все колёса, но, повернув его, мы направим тормозную жидкость только к одному из ведущих колёс. Для блокировки дифференциала следует повернуть кран в сторону буксующего колеса и нажать на педаль тормоза. В среднее положение кран возвращается сам, под действием возвратной пружины; это гарантирует надёжность тормозов в обычных условиях.
Системы ИБД могут применяться на автомобиле как сами по себе, так и вместе с различными системами настоящей блокировки. Совместная работа обеих систем может строится как по взаимоисключающему, так и по взаимодополняющему принципу. Потенциально система ИБД может применять на машинах любых типов. В сравнении с механически блокируемыми дифференциалами ИБД не теряет своих качеств от эксплуатации, не требует регулировок и специального техобслуживания, не требует от водителя специальных навыков езды.
Системы ИБД не являются противобуксовочными системами в чистом виде, и в отличие от них ИБД никак не влияют на управление двигателем автомобиля, а решают задачу по максимизации силы тяги при императивно заданном водителем уровне доступной мощности.

## Активный дифференциал
Термин означает любой дифференциал, устройство которого позволяет перераспределять мощность/тягу на ведомых звеньях в любой требуемой для данного момента движения пропорции. Именно в этом и есть отличие активного дифференциала от блокируемого, в котором управление мощностью на ведомых звеньях в принципе невозможно, и таковая определяется исключительно силами сцепления. Все активные дифференциалы имеют двухканальную систему управления и обязательно два управляющих элемента — два тормоза или два фрикциона — включающихся в работу по команде от внешних источников. Все активные дифференциалы помимо основной планетарной передачи, выполняющей функции свободной раздачи мощности, имеют парный комплект дополнительных планетарных или простых зубчатых передач, выполняющих функцию перераспределения мощности в свою сторону. Каждая из этих парных передач связана со своим управляющим элементом. Хотя какие-либо механизмы блокировки у активных дифференциалов отсутствуют, фактически, все активные дифференциалы также являются блокируемыми, только в них не один симметричный режим блокировки, а два несимметричных (по одному для каждой из двух сторон). В этих режимах управляющий элемент дифференциала работает без внутренней пробуксовки, а сам дифференциал превращается в понижающе-повышающую передачу. На легковых автомобилях с активными дифференциалами эти крайние режимы могут и не использоваться, зато они используются в дифференциальных механизмах поворота гусеничных машин.

## Случаи отсутствия дифференциалов в трансмиссии
Наличие дифференциалов, делящих мощность, в трансмиссии транспортной машины не обязательно. Их отсутствие несомненно приводит к повышению нагрузок на трансмиссию и повышенному износу колёс, но с этим либо мирятся, либо в аспекте предполагаемой эксплуатации конкретной машины это неважно. Четырёхколёсный автомобиль с двумя ведущими колёсами в принципе может обходится без дифференциала — например, карт, или гоночный автомобиль с задней ведущей осью для гонок на покрытиях с низким коэффициентом сцепления. В экстраординарных случаях дифференциал может отсутствовать даже и на гоночной машине для асфальта (пример —  победитель гонки 24 часа Ле-Мана 1991 года Mazda 787B). На чисто переднеприводной машине межколёсный дифференциал должен быть обязательно, так как его отсутствие не позволит адекватно поворачивать независимо от типа дорожного покрытия. В полноприводных машинах могут отсутствовать межосевые дифференциалы, при этом опять же, либо это неважно в аспекте эксплуатации машины (пример — гоночные машины WRC 2012-2016 годов), либо движение на такой машине допускается только на покрытиях с низким коэффициентом сцепления (пример — внедорожники с подключаемой передней осью типа УАЗ-469, ГАЗель 4х4, Соболь 4х4 или Jeep Wrangler). Дифференциалы отсутствуют на тяговых машинах ж/д транспорта — на электровозах, тепловозах, электропоездах, вагонах метро. Колёса одной оси этих машин за счёт конической поверхности круга катания и увеличения ширины колеи на дуге могут сдвигаться чуть в сторону от центра пути и тем самым обеспечивают разный диаметр в точках контакта колеса с рельсом. Плюс к этому, колёса могут проскальзывать при движении по дуге, издавая при этом специфический звук, что отчасти нивелируется наклоном рельсового полотна в кривых. Отдельные механизмы поворота гусеничных машин также могут обходиться без дифференциалов в своей конструкции — здесь движение машины по дуге определяется либо пробуксовкой фрикционных муфт, либо вообще машина имеет лишь несколько фиксированных радиусов поворота. Дифференциалов нет в веломобилях, где вместо них ради удешевления и простоты применяются более простые и доступные трещотки (обгонные муфты) в колёсах — такой привод допускает вращение колёс на ведущей оси с разной скоростью, но при этом тяга передаётся только на то колесо, которое медленнее вращается. Дифференциалов может не быть в мотоблоках и средствах малой механизации, где их отсутствие нивелируется предельно узкой колеёй колёс ведущей оси, легкодеформируемыми покрышками и низким коэффициентом сцепления между колёсами и землёй. Также дифференциал может отсутствовать в электромобилях с индивидуальным двигателем, на каждую полуось.